# Саид ибн Джуди
Саид ибн Джуди (араб. سعيد بن جودي‎; ?—897) — арабский поэт из аль-Андалуса, предводитель восстания во времена правления омейядского эмира Кордовы Абдаллаха.
Саид ибн Джуди был представителем знатного рода арабов-сирийцев из племени хавазин (кайситы), прославился стихами традиционного жанра «восхваление своего племени», в данном случае — чистокровных арабов, которых он противопоставлял мувалладам — коренным жителям Испании, принявшим ислам. Возможно, Саид ибн Джуди был последним приверженцем бедуинской поэтической традиции в аль-Андалусе.
Предки Саида ибн Джуди были из города Эльвира (разрушен в 1009 году) на юге Пиренейского полуострова. Его дед — Асбат ибн Джафар был назначен Хишамом I судёй (кади) Эльвиры. Эту должность также занимал его отец — Джуди ибн Асбат. В 889 году в регионе Эльвира вспыхнули беспорядки между мувалладами и арабами, которых возглавил Саввар ибн Хамдун. После того, как в 890 году мятежный предводитель кайситов был убит, Саид ибн Джуди занял его место. Его правление длилось семь лет, пока в 897 году некоторые его сторонники не заманили его в ловушку и убили.